# Олтень (Вилча)
Олтень, Олтені (рум. Olteni) — село у повіті Вилча в Румунії. Входить до складу комуни Бужорень.
Село розташоване на відстані 156 км на північний захід від Бухареста, 4 км на північ від Римніку-Вилчі, 101 км на північний схід від Крайови, 111 км на південний захід від Брашова.

## Населення
За даними перепису населення 2002 року у селі проживали 923 особи, з них 920 осіб (99,7%) румунів. Рідною мовою 920 осіб (99,7%) назвали румунську.